# 与謝蕪村賞
与謝蕪村賞（よさぶそんしょう）は、北溟社が主催している俳句・詩歌の賞。江戸時代の画家・俳人与謝蕪村の名を冠し、毎年優れた句集・詩集に対して授与される。

## 受賞一覧
- 第1回（2012年）- 山田弘子『月の雛』、藤本安騎生『高見山』
- 第2回（2013年）- 鳴戸奈菜『永遠が咲いて』
- 第3回（2014年）- 青柳志解樹『里山』
- 第4回（2015年）- 大牧広『正眼』、中原道夫『石の言葉』[1]

## 参考
1. ↑  与謝蕪村賞:大牧広さんら 毎日新聞 2015年03月12日 東京夕刊